# Louis-François Marcel
Louis-François Marcel est un religieux, enseignant et historien né à Chalancey le 30 décembre 1850 et mort le 29 décembre 1929. Chanoine de la cathédrale de Langres, il est entre autres connu pour ses recherches sur Denis Diderot et sa famille et de nombreuses publications sur l'histoire et le patrimoine de Langres et de la Haute-Marne.
Il ne faut pas le confondre avec Louis-Emmanuel Marcel, né en 1875, peut-être son neveu.

## Biographie
De 1866 à 1875, Marcel est un « élève studieux à l'excès » des séminaires langrois. Il y fait preuve d’une passion pour l'étude et la recherche qu’il conservera toute sa vie. L'histoire et les lettres avaient les préférences du jeune étudiant. Curieux du passé, il avait — faveur rare et enviée — ses entrées à la riche bibliothèque du Grand séminaire de Langres ; il y collabora à l'inventaire des manuscrits de l'abbé Mathieu
En 1875, à peine ordonné prêtre, il est nommé professeur d'histoire et de géographie au Petit séminaire. Pendant trente-six ans, sa vie s'identifie avec celle de cette maison ; successivement professeur, préfet des études et supérieur, il en deviendra, après la Séparation, comme le second fondateur.
En 1884, il publie une série de dix lettres, au ton satirique, à propos de l'érection de la statue de Diderot et Diderot de Langres.
Il entame ensuite de nombreuses recherches sur l’histoire et le patrimoine de Langres et de sa région. Sans oublier vraiment Diderot car, à l’issue de patientes recherches dans les bibliothèques, les collections, les archives publiques et privées il publie à partir de 1913 une série de brochures consacrées à la vie de l’écrivain et à sa famille, son nom devenant inséparable de celui de Diderot et de sa réception au début du 20e siècle.
Il laissa, à l'état fragmentaire, malheureusement, une histoire manuscrite du Petit séminaire.
Il est enfin l'auteur de nombreuses nécrologies, de médecins, notaires, scientifiques et autres, publiées dans le Bulletin de la Société historique et archéologique de Langres.
Chanoine de la cathédrale de Langres, aumônier militaire, ancien vicaire général, membre puis président de la Société d'Histoire, d'Archéologie et des Beaux-Arts de Chaumont, Marcel était correspondant du Ministère de l'Instruction Publique, membre du Comité des Travaux historiques et scientifiques, officier d'Académie, chevalier de la Légion d'Honneur.

## Œuvres
Il collabora à plusieurs revues savantes : le Bulletin de la Société historique et archéologique de Langres (ci-après BSHAL), Nouvelle Revue de Champagne et de Brie, Revue d'histoire de l'Église de France, Revue d'Histoire littéraire de la France, Revue des questions historiques, Mercure de France, etc. Il rédigea la Semaine Religieuse du diocèse de 1892 à 1900 et de 1910 à 1914.

### Sur Diderot et sa famille
- (sous le pseudonyme de) L. François, Diderot : [10] Lettres à M. Bizot de Fonteny à propos de l'érection de la statue de Denis Diderot à Langres, Langres, 1884.
- Diderot de Langres, par un Langrois, Paris, s. d. [1884].
- Diderot, Chaumont, 1913.
- Le frère de Diderot, Didier-Pierre Diderot, chanoine de la cathédrale et grand archidiacre du diocèse, fondateur des écoles chrétiennes de Langres, Paris, 1913.
- Une légende : Diderot, catéchiste de sa fille, Paris, 1913.
- La sœur de Diderot, Denise Diderot, Langres, 1925.
- La mort de Diderot, d'après des documents inédits, Paris, 1925.
- Diderot écolier, la légende et l'histoire, Paris, 1927.
- Une lettre du père de Diderot à son fils détenu à Vincennes, Bordeaux, 1928.
- Le mariage de Diderot, Nouvelle revue de Champagne et de Brie, 1928 (t. 6), p. 1-37.
  - Largentière, 1928.
- La jeunesse de Diderot, Paris, 1929.
- Un oncle de Diderot, Antoine-Thomas Diderot, de l'Ordre des Frères Prêcheurs, Ligugé, 1930.

### Sur Langres
- (sous le pseud. de) Louis Marcel,  Une petite visite au jardin de l'évêché, Semaine religieuse, 1893, p. 470-473 et 491-494.
- Une page de l'histoire du bâtiment à Langres au XVIIIe siècle : la reconstruction de l'hôpital Saint-Laurent et de sa chapelle (1769-1775), BSHAL, 15 avril 1922, p. 229-252 et 15 novembre 1922, p. 261-309.
- L'ancienne chapelle des Ursulines de Langres : étude historique et archéologique, BSHAL, 1923 (t. 4), p. 188-215.
- L'hôtel du Breuil de Saint-Germain à Langres : description et histoire, 1925, p. 215-252.
- Un épisode de l'histoire de la cathédrale de Langres à la veille de la Révolution : le projet d'embellissement du chanoine de Chaligny de Plaine (1787-1789), BSHAL, t. 4, p. 267-291.
- Une découverte de monuments gallo-romains au bas du monticule des Fourches, BSHAL , t. 8, p. 459-463.
- Un petit problème d'iconographie locale : la statue de saint Renobert, BSHAL , t. 8, p. 227-228.
- L'hôpital Saint-Laurent et sa chapelle, 1922.
- Une chapelle de la Renaissance, Annales de la Société d'histoire, d'archéologie et des beaux-arts de Chaumont, 1913.
- Les tapisseries de Saint-Mammès, Semaine religieuse, 1913.
- Une Tapisserie provenant de la galerie du cardinal de Richelieu [disparue], 1916.
- L'Ancien Sépulcre, 1918.
- La statue de N. D. de Bon-Secours, 1918.
- La Sainte-Épine de Langres, Nouvelle revue de Champagne et de Brie, 1927, p 157-171.
- Notre-Dame de la Paix
- La Vierge de la porte Sous-Murs, 1919.
- Un ancien cru français disparu : le vin de Langres : conférence faite le 15 janvier 1924, par le chanoine Louis Marcel [sic], Langres, Au Musée, 1924.
- Le Christ de l'église Saint-Martin, 1925.
- L.-F. et L.-E. Marcel, Artistes et ouvriers d'art à Langres avant la Révolution : essai de répertoire (suite), BSHAL, 1934, n° 137, p. 381-401.
- Une représentation dramatique à Langres en 1377.
- La révocation de l'Édit de Nantes à Langres, Nouvelle revue de Champagne et de Brie, 1925, (t. 3), p. 161-175.
- La retraite de Paris du Verney à Langres après sa disgrâce en 1726, Nouvelle revue de Champagne et de Brie, 1926, (t. 4), p. 149-163.
- La calligraphie et la miniature à Langres à la fin du XVe siècle : histoire et description du manuscrit 11972-11978[3] du fonds latin de la Bibliothèque nationale, A. Picard, Paris, 1892.
  - Compte rendu : Léopold Delisle, Bibliothèque de l'École des chartes, 1892, n° 53, p. 481-482.
- Les livres liturgiques du diocèse de Langres, Paris, 1892. Suivis de deux Suppléments, parus en 1899 et 1912.
- Une vieille maison bourgeoise de Langres : l'hôtel Royer, sa rue, ses anciens propriétaires, ses collections, Langres, Impr. champenoise, 1920, 44 p.[4].
- Une excursion archéologique dans la campagne langroise : le plateau de Baume, Langres, impr. champenoise, 1920.

### Autres sujets
- Une excursion archéologique dans la campagne langroise : le plateau de Baume, son cimetière gallo-romain, son ancienne chapelle, son ermitage, Bulletin de la Société historique et archéologique de Langres, 1er avril 1920 (vol. 8), n° 107, p. 93-132.
- Sur les pas d'André Theuriet : troisième excursion de la société historique et archéologique de Langres (11 juin 1925), BSHAL , t. 9, p. 84-94.* Rapport sur le concours Barotte, 10 octobre 1920, Bulletin de la Société historique et archéologique de Langres, 15 décembre 1920, p. 142-177.
- Découverte d'une ville et d'une mosaïque à Orbigny-au-Mont, t. 9, p. 135-136.
- Notice sur l'église de Bourg, 1894.
- Notice sur l'église des Loges, 1898.
- Notice sur le plateau de Baume, 1920.
- Les cabinets de médailles à Chaumont durant le 17e siècle, Annales de la Société d'histoire, d'archéologie et des beaux-arts de Chaumont, 1929.

### Nécrologies
Publiées, sauf mention contraire, dans le Bulletin de la Société historique et archéologique de Langres.